# Струнковице на Блањици
Струнковице на Блањици (чеш. Strunkovice nad Blanicí) је насељено мјесто са административним статусом варошице (чеш. městys) у округу Прахатице, у Јужночешком крају, Чешка Република.

## Становништво
Према подацима о броју становника из 2014. године насеље је имало 1.232 становника.